# Madame Piano
Мадам Пијано, рођена као Љиљана Ранчић, српска је поп, етно и џез-певачица која је била активна у периоду од 1991. до 2004.

## Музичка каријера
Већ одмалена је научила да свира виолину и показивала је занимање за музику. Први наступ је имала 1991. са Аном Софреновић. Године 1993. победила је на фестивалу Београдско пролеће са песмом Сањам. На издању Београдска џез сцена 1993, објављеном 1994, сарађивала је са Борисом Буњцем и Дејаном Шкопељом. Године 1997, са тадашњим супругом Дејаном Шкопељом објавила је свој дебитантски албум Предели. На албуму је снимила обраду песме "Yellow Flower" Лорине Макнит. Сарађивала је са бендом Ортодокс Келтс на песми Галија. Године 1998. учествовала је на фестивалу Пјесма Медитерана са песмом Мој јасмине у дуету са Бором Дугићем.
Други албум,Земља чуда, издала је 2001. На албуму су учествовали и Бора Дугић, Франко Маси и Раул Алберто Дијас. Песма Eternal Love, коју је снимила са италијанским певачем Франком Масијем је постала велики хит . Њен следећи албум, Приче из давнина, има етно звук и снимљен је у сарадњи са групом Теодулија, басистом Бранком Исаковићем и Борисом Крстајићем. Гости на албуму су били Ружица Чавић, Марија Михајловић, Предраг Цуне Гојковић, Оливер Њего и други.
2004. године је наступила на Европесми, где је освојила 9. место с песмом "Игра". Након тога се повукла са музичке сцене, истичући да је јавни живот оптерећује. У једном интервјуу је 2011. истакла да припрема нови албум. Сада ради као професорка џез-певања у Средњој музичкој школи Станковић, као и у школи Петра Јелића "Културно склониште" у Новом Саду.

## Приватни живот
Била је удата за тадашњег колегу Дејана Шкопељу, члана бендова У шкрипцу и Бабе. Са њим је добила ћерку Луну. Сада је удата за Марка Недељковића и са њим има сина Луку.
Осим занимања професорке, бави се и астрологијом под псеудонимом Ниа Недељковић. Издала је књигу Одисеја 2012 која се бави астролошким темама са још два аутора. Стекла је Међународну професионалну астролошку сертификацију ИСАР ЦАП 2011. године у Београду. Дипломирала је на астролошком институту Johannes Kepler.

## Фестивали
- 1993. Београдско пролеће - Сањам, победничка песма
- 1996. МЕСАМ - Бонито, друго место
- 1997. Пјесма Медитерана, Будва - Галија
- 1998. Пјесма Медитерана, Будва - Мој јасмине (са Бором Дугићем)
- 2001. Пјесма Медитерана, Будва - Eternal love (дует са Franco Masijem)
- 2004. Европесма / Европјесма - Игра
- 2005. Пјесма Медитерана, Будва - Један сусрет заувек / Un Incontro Per Sempre (дует са Franco Masijem)

## Дискографија

### Студијски албуми
- Предели (1997)
- Земља чуда (2001)
- Приче из давнина (2002)

### Друга појављивања
- "Караван" (Београдска џез сцена 1993. и 1994)
- "Мој Јасмине" (Бора Дугић; Будва 98, 1998)[9]